# فوکاگاوا، توکیو
فوکاگاوا، توکیو (به لاتین: Fukagawa) یک شهرک در ژاپن است که در کوتو، توکیو واقع شده‌است.
 فوکاگاوا ۰٫۲۲ کیلومتر مربع مساحت و ۳٬۸۴۳ نفر جمعیت دارد.